# Jan Eisner
Jan Eisner (ur. 24 kwietnia 1885, Dolní Bradlo (ob. Horní Bradlo); zm. 25 maja 1967, Praga) – czeski archeolog. Specjalizował się w archeologii słowiańskiej.
Absolwent praskiego Uniwersytetu Karola, gdzie studiował historię i geografię. Został zatrudniony na uniwersytecie w Bratysławie, gdzie pracował na stanowiskach docenta, profesora nadzwyczajnego i profesora zwyczajnego. W latach 1938–1939 był dziekanem tamtejszego Wydziału Filozoficznego.
W 1939 r. objął stanowisko profesora na praskim Uniwersytecie Karola. W 1946 r. został członkiem Czechosłowackiej Akademii Nauk.
Jego dorobek obejmuje publikacje z zakresu archeologii Słowian. Można wśród nich wymienić: Slovensko v pravěku (1933), Devinska Nová Ves (1952), Rukověť slovanské archeologie (1966).